# Sierra Chica de Zonda
La Sierra Chica de Zonda es un subsistema orográfico perteneciente al cordón oriental de la precordillera de San Juan del centro-oeste de Argentina. 
UBICACIÓN:
Se localizan relativamente en el centro sur de la provincia de San Juan. Llevan el nombre por el viento característico de la zona, el zonda
Alcanza una extensión de 38 km en dirección norte sur, la altura media del cordón es de 2.500 m s. n. m. aproximadamente. 
Entre sus cerros se encuentra el Cerro Las Lajas con sus 1.754 m s. n. m., el Cerro Rinconada con 2.234 m s. n. m. y el Cerro Jaguar con 1600 m s. n. m.
Hacia el este se encuentra el Valle del Tulúm, lo cual lo conforma junto a las Sierras de Pie de Palo.
Algunas localidades al pie de las sierras son Aberastain, La Rinconada, Carpintería y Quinto Cuartel

## Origen
Son mucho más antiguas que los Andes (del Cuaternario), se formaron en el Paleozoico y por su antigüedad están fuertemente erosionadas.
- Datos: Q8538608